# Nörthwind
Nörthwind – hiszpański zespół muzyczny grający power metal. Powstał w 1998 roku. W 2002 podzielił się na dwa nowe zespoły – Darksun i Vendaval.

## Byli członkowie
- Jose María „Txema” Trinidad (1998–2002) – śpiew
- Daniel González Suárez (2000–2002) – gitara
- Constantino Hevia Toraño (1998–2002) – gitara
- Miguel G. Fernández (1998–2002) – gitara basowa
- Helena Pinto Póo (2001–2002) – instrumenty klawiszowe
- Fernando Argüelles Osorio (1998–2002) – perkusja
- Luis Fernández (1998–2000) – gitara
- José Gálvez (1998–1998) – gitara basowa
- Rubén González (1998–1998) – perkusja
- Eladio Martínez (1998–1998) – gitara basowa
- Emilio Gutiérrez (1998–2001) – instrumenty klawiszowe

## Dyskografia
- Viento Del Norte (2001)
- El Retorno Del Rey (2002)